# 목감역
목감역(牧甘驛)은 경기도 시흥시 목감동에 있는 공사중인 신안산선의 지하철역이다.

## 연혁
- 2020년 6월 20일 : 착공
- 2026년 12월 : 신안산선 개통과 함께 영업 개시(예정)

## 승강장
2면 2선의 상대식 승강장 예정이다. 승강장에는 스크린도어가 설치될 예정이다.
| ↑ 광명 |
| \| 하  |
| 성포 ↓ |

| 상 | ● 신안산선(2025년 개통예정) | 여의도 방면 |
| 하 | ● 신안산선(2025년 개통예정) | 한양대 방면 |

## 인접한 역(예정)
| 신안산선         | 신안산선        | 신안산선         |
| ---------------- | --------------- | ---------------- |
| 광명 여의도 방면 | ● 신안산선 일반 | 성포 한양대 방면 |